# Bright (Victoria)
Pour les articles homonymes, voir Bright.
Bright (2 111 habitants) est un village sur la Great Alpine Road au nord-est de l'État de Victoria en Australie à 311 km au nord-est de Melbourne à proximité des Alpes victoriennes et de différents parcs nationaux alpins.